# Anua viridipicta
Anua viridipicta är en fjärilsart som beskrevs av Embrik Strand 1913. Anua viridipicta ingår i släktet Anua och familjen nattflyn. Inga underarter finns listade i Catalogue of Life.